# Bukovsko
Bukovsko je naselje u Republici Hrvatskoj, u sastavu Grada Siska, Sisačko-moslavačka županija. 

## Povijest
Naselje je nastalo 2003. godine izdvajanjem iz naselja Prelošćice, te se kao samostalno naselje prvi put pojavljuje u popisu stanovništva iz 2011. godine.
Mjesni odbor Bukovsko osnovan je sukladno zakonu o lokalnoj samoupravi i upravi i Statutu Grada Siska 30. kolovoza 1994. godine.
2000. godine asfaltirana je cesta duljine od 4.3 km na relaciji Prelošćica - Bukovsko.
Krajem 2008. godine, u naselju Bukovsko izgrađena je vodoopskrbna mreža.

## Stanovništvo
Prema popisu stanovništva iz 2011. godine, naselje Bukovsko je imalo ukupno 89 stanovnika te 20 obiteljskih kućanstava.